# Coby Hol
Coby Hol (Leiden, 1943 – Gouda, 29 januari 2012) was een Nederlandse kinderboekenschrijfster en illustratrice.

## Levensloop
Hol volgde de opleiding Vrij tekenen en schilderen aan de Koninklijke Academie van Beeldende Kunsten in Den Haag en haalde vier onderwijsakten in creatieve vakken. Zij was 25 jaar vakleerkracht Handvaardigheid.
Vanaf 1989 schreef en illustreerde Hol prentenboeken. In haar debuut De Zonnehoeve spelen haar kinderen de hoofdrol. Haar werk richtte zich op peuters en jonge kleuters. Coby maakte vooral collages met stukjes gescheurd of geknipt papier, vaak handgeschept papier uit Japan. Haar bekendste titels zijn Een ster met een geheim, Een licht in de nacht, Pietje Pedro helpt Sint en Paashaas, waar blijf je toch?
Veel van haar prentenboeken zijn vertaald in het Frans, Duits, Engels, Portugees, Italiaans, Noors, Deens, Japans en Koreaans.
Hol was getrouwd met Frans Hol en had twee kinderen. Ze overleed aan een hartinfarct. Ze werd 68 jaar.

## Werken
- De zonnehoeve (1989)
- Sanne en de sneeuwpop (1989)
- Tippie zoekt honing (1991)
- Tippie viert carnaval (1991)
- Het avontuur van de kleine witte pony (1991)
- Het kerstfeest van Tippie (1992)
- Een neefje voor Tippie (1992)
- Niki's ezeltje (1993)
- Jan Klaassen zoekt zijn vriendjes (1994)
- Wolkje (1999)
- Een ster met een geheim (1999)
- Lammetje en de regenboog (2000)
- Koningskinderen (2001)
- Een licht in de nacht (2002)
- Bloem en vlinder (2002)
- Het kerstclowntje (2003)
- Toe maar, Ukkie (2004)
- Pietje Pedro helpt Sint (2004)
- MJOCK (2004)
- Momoko (2005)
- Grote Toren, Kleine Toren (2005)
- De verjaardag van Lonneke de heks (2005)
- Nijlpaard en vogel (2006)
- Paashaas, waar blijf je toch (2007)
- Pietje Pedro en de mijter van Sint (2008)
- Apie is jarig (2009)
- Apie en het speentje van Vera (2010)
- Apie in de sneeuw (2011)
- De glimlach van de Prinses (2013)
- Pietje Pedro en het geheim van Sint (2013)

- Bibliothèque nationale de France: cb13082609g (data)
- Gemeinsame Normdatei: 111698359
- International Standard Name Identifier: 0000 0000 2725 5610
- Library of Congress Control Number: n88121591
- Bibliotheek van het Japanse parlement: 00468461
- Nederlandse Thesaurus van Auteursnamen: 074031694
- Système universitaire de documentation: 057406367
- Virtual International Authority File: 56745942
- WorldCat: E39PBJrWF3P8WbJdgFb84QBHG3